# 桓玉珊
桓玉珊（1937年6月—），河北乐亭人，中华人民共和国政治人物，曾任中华人民共和国物资部副部长，全国工商联副主席兼秘书长。